# Моб (відеоігри)
Моб (скорочення від «мобільний» або «мобільний об’єкт») — це керований комп’ютером неігровий персонаж (NPC) у відеограх, часто жанру MMORPG або MUD. Залежно від контексту, будь-який такий персонаж у грі може розглядатися як «моб», або використання терміна може бути обмежено ворожими NPC та/або вразливими NPC, якого треба атакувати.
У більшості сучасних графічних ігор «моб» може використовуватися для конкретного позначення звичайних повторюваних NPC, на яких, гравець буде полювати та вбивати, за винятком NPC, які беруть участь у діалогах, продають предмети або NPC, які не можуть бути атакованими. «Названі моби» відрізняються власним іменем, а не загальним типом («гоблін», «громадянин» тощо). Більшість мобів — це ті, хто не здатний на жодну складну поведінку, крім загального програмування нападу або пересування.

## Призначення мобів
Перемога над мобами може знадобитися для збору очок досвіду, грошей, предметів або для виконання квестів. Бій між персонажами гравців (ІП) і мобами називається «гравець проти навколишнього середовища» (PvE). ІП також можуть атакувати мобів, оскільки вони агресивно атакують ІП. Бої монстра проти монстра (MvM) також відбуваються в деяких іграх.
Ігровий світ може містити сотні різних типів мобів, але якщо гравці витрачають на гру певну кількість часу, вони можуть добре знати характеристики кожного виду та пов’язані з ними небезпеки. Ці знання можуть певною мірою притупити гру.

## Етимологія
Термін «мобільний об’єкт» використовувався Річардом Бартлом для об’єктів, які були самомобільні у MUD1. Пізніший початковий код у DikuMUD використовував термін «мобільний» для позначення загального NPC, скорочений далі до «моб» в ідентифікаторах. DikuMUD сильно вплинув на EverQuest,  і термін, який існує в MMORPG, походить від використання MUD. Насправді термін є абревіатурою, а не акронімом.